# Zwabisch

Dialectkaart Zuidwest-Duitsland en aangrenzende gebieden.
Zwabisch

Zwabisch is een van de Hoogduitse dialecten die in Duitsland worden gesproken.
Zwabisch wordt in Baden-Württemberg (met inbegrip van de hoofdstad Stuttgart) en in het zuidwesten van het land Beieren gesproken. Het dialect strekt zich uit van 'standaard'-Zwabisch in Stuttgart tot andere vormen die in kleinere plaatsen op het platteland worden gesproken. Oudere mensen kunnen vaak nauwkeurig aangeven uit welk dorp een persoon komt door slechts naar zijn of haar tongval te luisteren. Zwabisch is moeilijk te verstaan voor sprekers van het Standaard Hoogduits. Het heeft een woordenschat die op enkele punten sterk van het Standaard Hoogduits verschilt.